# Église Saint-Jean-Baptiste d'Ampoigné
Pour les articles homonymes, voir Église Saint-Jean-Baptiste.
L'église Saint-Jean-Baptiste est une église catholique située à Ampoigné, dans le département français de la Mayenne.

## Localisation
L'église est située dans le bourg d'Ampoigné, au croisement des routes départementales 114 et 274. Elle est bordée par le square Antoine de La Garanderie.

## Architecture et extérieurs
Les contreforts sont en grès roussard.